# Copeoglossum
Genre
Copeoglossum est un genre de sauriens de la famille des Scincidae.

## Répartition
Les espèces de ce genre se rencontrent dans les Antilles et en Amérique du Sud.

## Liste des espèces
Selon The Reptile Database (7 aout 2012) :
- Copeoglossum arajara (Reboucas-Spieker, 1981)
- Copeoglossum aurae Hedges & Conn, 2012
- Copeoglossum margaritae Hedges & Conn, 2012
- Copeoglossum nigropunctatum (Spix, 1825)
- Copeoglossum redondae Hedges & Conn, 2012

## Étymologie
Le nom spécifique Copeoglossum vient du grec kopeus, le ciseau, et de glossa, la langue, en référence à la forme de la langue des espèces de ce genre.

## Publication originale
- Tschudi, 1845 : Reptilium conspectum quae in Republica Peruana reperiuntur et pleraque observata vel collecta sunt in itinere. Archiv für Naturgeschichte, vol. 11, no 1, p. 150-170 (texte intégral).